# Vittore Colorni
Vittore Colorni (Mantova, 19 luglio 1912 – Mantova, 11 marzo 2005) è stato uno storico italiano, fra i maggiori esperti di giudaismo.

## Biografia
Si laureò in Giurisprudenza a Bologna nel 1933.

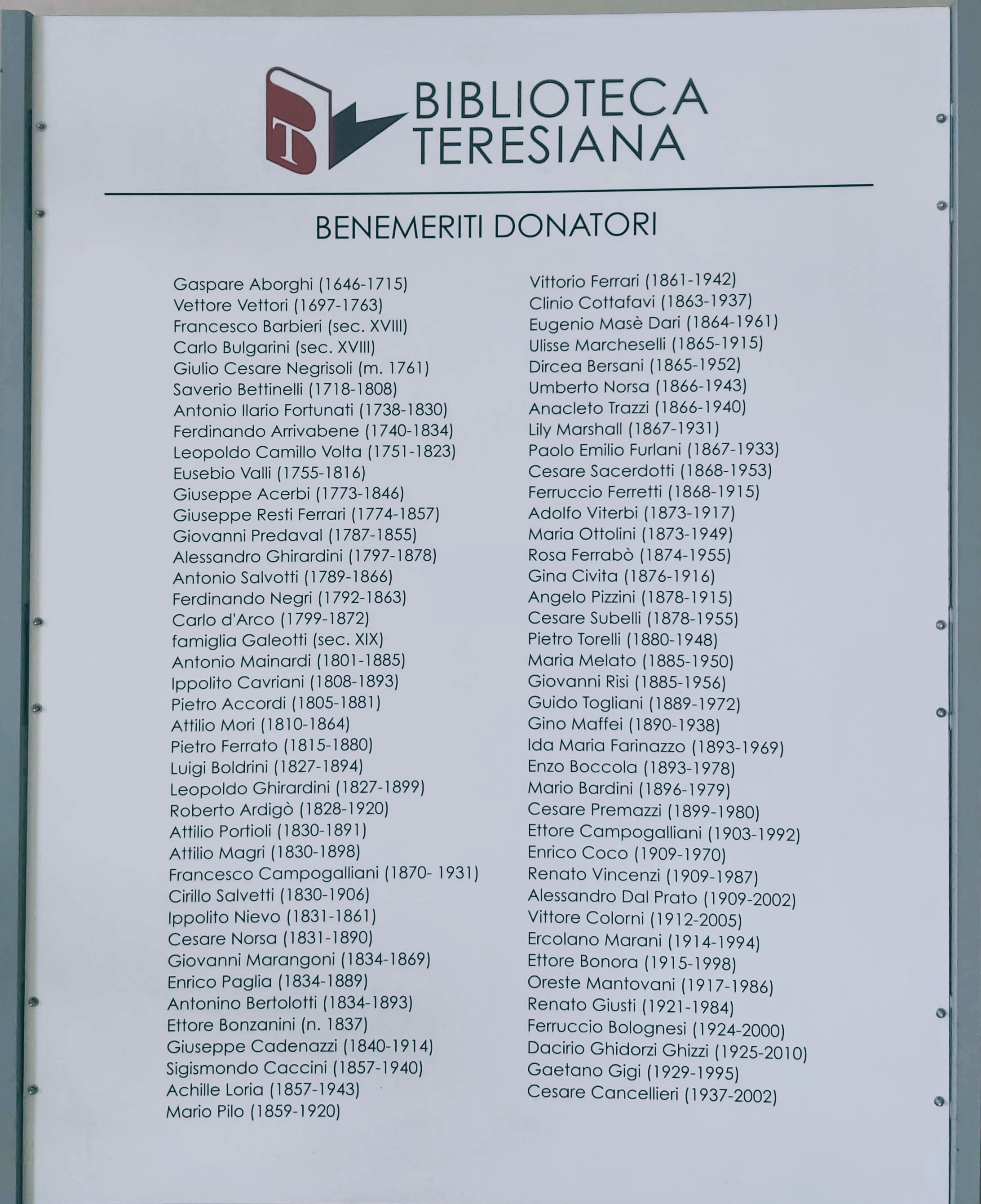
Vittore Colorni tra i donatori della Biblioteca Teresiana di Mantova.

Si dedicò agli studi di storia del diritto medievale (con Pier Silverio Leicht e Pietro Torelli) e alle ricerche sull'ebraismo, in particolare sulla comunità mantovana, le sue magistrature e i metodi di autogoverno. In quegli anni elabora un suo teorema circa l'espansione di piccole comunità ebraiche nel nord Italia e nella pianura padana. Due erano i movimenti migratori, uno generatosi dalla città di Roma allo scopo di conquistare nuovi mercati per l'attività di prestatori di denaro e di commercianti, e un secondo filone d'immigrazione di origine tedesca ashkenazita indotta dalla necessità di fuggire le frequenti e periodiche persecuzioni in area germanica e centroeuropea. Lo stesso Vittore Colorni discendeva da una famiglia ashkenazita originaria di Colorno, Simone de Maya (Meyer) viveva a Colorno nel 1477, successivamente trasferitasi in Mantova dal XVI secolo.
Le leggi razziali costringono Colorni ad abbandonare Mantova. Invece di cercare rifugio in Svizzera seguendo l'esempio di altre famiglie ebraiche, la famiglia Colorni preferisce raggiungere Roma, per continuarvi gli studi eludendo i divieti imposti agli ebrei. Nel 1945 pubblica il volume Legge ebraica e leggi locali e nel 1946 è chiamato all'insegnamento del Diritto ecclesiastico alla Facoltà di Giurisprudenza dell'Università degli Studi di Ferrara. Nel'56 vince la cattedra di Storia del Diritto Italiano. Dal 1969 al 1971 è preside di facoltà, rimanendo sempre una presenza primaria nel mondo culturale tanto che i saggi da lui riuniti nella raccolta Judaica minora, diventano modello di metodo di ricerca interdisciplinare.

## Opere principali
- Abraham Conat, primo stampatore di opere ebraiche in Mantova, e la cronologia delle sue edizioni, in «La Bibliofilia», LXXXIII (1981), pp. 113–128.
- Il territorio mantovano nel Sacro Romano Impero, Milano, 1959.
- Gli ebrei nel sistema del diritto comune fino alla prima emancipazione, Milano, 1956.
- Judaica minora, Milano, 1991.